# 2076 Левін
2076 Левін (2076 Levin) — астероїд головного поясу, відкритий 16 листопада 1974 року.
Тіссеранів параметр щодо Юпітера — 3,591.